# 하이 바닛역
하이 바넷(영어: High Barnet)역은 노스 런던의 치핑 바닛에 위치한 런던 지하철의 전철역이다. 이 역은 노던선의 하이 바닛 지선의 종착역이며 트래블카드 5구역에 있다. 이 역은 노던선의 최북단에 위치한 역으로 채링크로스에서 북서쪽으로 10.2 마일(16.4 km) 떨어진 곳에 위치해 있다. 남쪽의 다음역은 토터리지 & 웨트스톤 역이다.

## 운행
노던선 열차는 역의 3개 남행 승강장에서 3~9분 간격으로 도착·출발할 예정으로, 뱅크 경유 모던 행, 케닝턴 행, 채링크로스 경유 모던 행 열차가 운행된다.
나이트 튜브가 운행되지 않는 날에는 약 00:00에서 01:00 사이에 출발하는 열차가 이스트 핀칠리까지만 운행되며, 런던 중심부까지의 이동은 하이 바넷역을 경유 운행하는 N20번 버스로 환승해 갈 수 있다.
이후 노던선에서 운행되지 않는 열차는 역 동쪽의 측선에 열차를 주박할 수 있다.

## 역사
하이 바넷역은 에지웨어, 하이게이트 & 런던 철도(EH&LR)가 계획한 역이며, 원래 1872년 4월 1일 그레이트 노던 철도(EH&LR을 인수)가 바닛 페어(Barnet Faire)의 원래 부지에 개설하였다. 핀즈베리 파크에서 하이게이트를 거쳐 에지웨어까지 이어진 노선의 지선 종착역이었다.
1921년 철도법으로 "빅4(Big Four)" 철도 회사가 설립된 후, 이 노선은 1923년부터 런던 & 노스이스트 철도(LNER)의 일부였다. 이스트 핀클리 역 북쪽의 하이 바닛 지선의 구간은 1930년대 후반에 시작된 "노던 하이츠" 프로젝트를 통해 런던 지하철망에 편입되었다. 하이 바넷역은 1940년 4월 14일 노던선 열차로 운영을 시작하였고, 두 사업자가 역을 운행한 기간 후, 1941년에 LNER 운행이 종료되었다. 브리티시 레일(LNER의 후임) 화물열차는 1962년 10월 1일 폐선될 때까지 역의 화물장을 계속 운행했다.
이 역은 오늘날에도 빅토리아 시대 초기의 건축적 특징을 많이 간직하고 있으며, LT 이전 시대의 승강장 건물도 상당히 많이 남아 있다.
2008년 가을, 새로운 열차 승무원 숙소 블록이 역의 주차장 일부에 있는 역의 남서쪽에 바로 건설을 시작했다. 이 숙소는 2010년 1월 31일에 개장했다.
또한 추가 개선사항이 도입되었다. 주차장에서 1번 승강장으로 가는 계단 없는 새로운 입구와, 2번과 3번 승강장으로 연결되는 승강장 끝 경사로를 이용할 수 있다. 현재 이용 가능한 2개의 장애인용 화장실도 있다. 이 작업은 2009년 10월에 완료되었다. 따라서 북쪽에서 들어오면 역까지 상당히 가파른 길이 여전히 존재하며, 남쪽에서는 도로에서 역까지의 경사가 가파른 진입로도 남아 있지만, 역내에는 완전한 계단없는 진입이 가능하다.

## 인접역
| 노던선    | 노던선                  | 노던선                             |
| --------- | ----------------------- | ---------------------------------- |
| 시·종착역 | 노던선 (하이 바넷 지선) | 토터리지 웨트스톤 모던 또는 케닝턴 |